# Edgar Davids

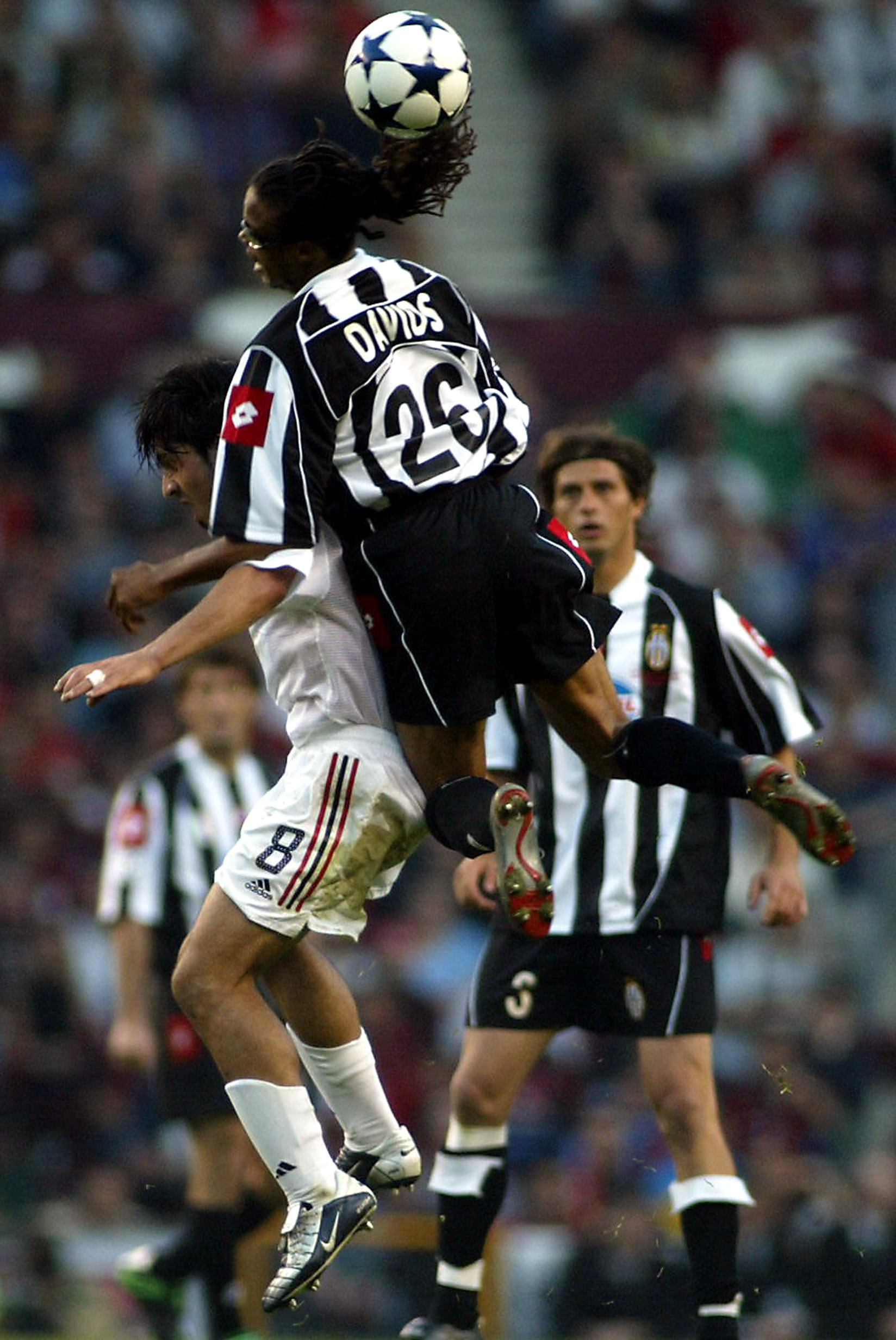
Davids im Kopfballduell mit Gennaro Gattuso während des Champions-League-Finales 2002/03, im Hintergrund Alessio Tacchinardi

Edgar Steven Davids (* 13. März 1973 in Paramaribo, Suriname, Königreich der Niederlande) ist ein niederländischer Fußballtrainer und ehemaliger Fußballspieler. Er spielte im linken sowie im zentral defensiven Mittelfeld. Aktuell ist er Co-Trainer der niederländischen Nationalmannschaft.
Sein schneller Antritt in Verbindung mit seinen aggressiven Tacklings im defensiven Mittelfeld brachte ihm während seiner Zeit bei Juventus Turin den Spitznamen „Pitbull“ ein. Bekannt war er weiterhin für seine enorme Ausdauer und seine hohe Schusskraft. Das Markenzeichen von Davids war seine orange gefärbte Brille, die er seit 1999 aufgrund einer Augenoperation trug. Wie er erklärte, diente sie als Schutz, aber auch als Wiedererkennungsmerkmal.

## Spielerkarriere

### Verein
Edgar Davids begann seine Profikarriere 1991 beim niederländischen Top-Verein Ajax Amsterdam, in dessen Jugendabteilung er bereits seit 1985 gespielt hatte. Sein Debüt in der Eredivisie gab er am 6. September 1991 unter Louis van Gaal beim 5:1-Sieg gegen RKC Waalwijk. Bis zum Ende der Spielzeit bekam der Mittelfeldspieler von Trainer Louis van Gaal regelmäßige Einsatzzeiten. Bereits in seinem ersten Profijahr erreichte er mit Ajax Amsterdam das Finale des UEFA-Pokals und sicherte sich durch ein 2:2 (auswärts) und ein 0:0 gegen Torino Calcio den Cup. Allerdings kam Davids weder im Hin- noch im Rückspiel zum Einsatz.
Im Folgejahr schaffte Davids den endgültigen nationalen Durchbruch. Mit der Mannschaft gewann Davids erst den KNVB-Pokal und noch vor Beginn der nächsten Saison den Niederländischen Supercup. Zwischen 1993 und 1995 wurde drei Mal die Meisterschaft sowie zwei weitere Male der Supercup gewonnen. Den größten Triumph gab es allerdings in der UEFA Champions League Saison 1994/95. Durch einen 1:0-Sieg im Endspiel am 24. Mai 1995 gegen den AC Mailand gewannen die Amsterdamer den Pokal. Neben diesem wurden auch die Spiele um den UEFA Super Cup und Weltpokal gewonnen und damit das internationale Triple perfekt gemacht. 1996 erreichte man wieder das Endspiel um die Champions League, musste sich aber Juventus Turin nach 1:1 nach Verlängerung mit 2:4 im Elfmeterschießen geschlagen geben. Dabei verschoss Davids den ersten Elfmeter seiner Mannschaft.
Anschließend wechselte er zur AC Mailand in die italienische Serie A. Dort hielt es ihn nicht lange und bereits im Dezember 1997 wechselte er zu Ligakonkurrent Juventus Turin. Bei der Alten Dame kam Davids wieder besser klar und wurde Stammkraft und Antreiber. Bereits nach einem halben Jahr wurde der Titel der Serie A gewonnen, 2002 und 2003 folgte die Wiederholung dieses Erfolgs. 2003 stand der Niederländer mit den Turinern wieder im Finale der Champions League. Gegen seinen vorherigen Klub AC Mailand zog das Team im Elfmeterschießen den kürzeren. Bis dahin hatte es 0:0 gestanden. Davids wurde bereits in der 66. Minute für Marcelo Zalayeta ausgewechselt. Im Januar 2004 entschieden die Juve-Verantwortlichen den Mittelfeldspieler an den spanischen Traditionsverein FC Barcelona zu verleihen, wo Davids Vize-Meister hinter dem FC Valencia wurde.
Zur Spielzeit 2004/05 kehrte er nach Italien zurück und schloss sich Inter Mailand an. Bereits nach einem Jahr kehrte er dem Verein den Rücken und ging nach England zu Tottenham Hotspur. Aufgrund seiner energiegeladenen Spielweise entwickelte sich Edgar Davids schnell zum Liebling der Fans und wurde eine tragende Säule im Spiel der Spurs. Zwei Jahre spielte er bei den Engländern. Beide Male wurde der fünfte Platz erreicht. Im Januar 2007 wechselte er wieder nach Amsterdam.
In diesem Jahr war er Schlüsselspieler zum Gewinn des niederländischen Pokals. Im Finale musste das Elfmeterschießen entscheiden. Dabei sicherte Davids mit dem letzten Treffer den Gewinn. In der Liga scheiterte man mit einem Punkt gegenüber der PSV Eindhoven. In einem Freundschaftsspiel gegen die Go Ahead Eagles aus Deventer vor dem Start der Saison 2007/08 zog sich Davids einen Beinbruch zu, der ihn zu einer Pause von mehreren Monaten zwang.
Nach Heilung absolvierte er nochmals vierzehn Spiele für Ajax, ehe sein Vertrag auslief. Im Jahre 2008 absolvierte er Probetrainings beim MLS-Verein LA Galaxy. Mitte Januar 2009 wurde Davids mit dem argentinische Erstligisten und Rekordmeister River Plate in Verbindung gebracht. Außerdem wurde er im Spätsommer des gleichen Jahres mit dem österreichischen Bundesligisten SK Austria Kärnten in Verbindung gebracht.
Im Oktober 2009 kam es zu Verhandlungen mit dem englischen Klub Leicester City, von dem Davids am 22. Oktober ein Angebot unterbreitet bekam. Nachdem sich Davids über eine Woche nicht beim Verein bezüglich des Angebots gemeldet hatte, zog der Klub das Vertragsangebot am 30. Oktober wieder zurück.
Danach war Davids auf der Suche nach einem neuen Verein, zuletzt hielt er sich bei Ajax Amsterdam fit. Am 20. August 2010 unterschrieb er einen Vertrag beim englischen Zweitligisten Crystal Palace, wo er nach zwei Jahren der Abstinenz vom Profifußball wieder offizielle Spiele bestritt. Da der Klub in finanziellen Schwierigkeiten steckt, wurde Davids dort nach absolvierten Spielen bezahlt. Am 8. November 2010 wurde bekannt gegeben, dass Davids den Verein nach nur sieben Spielen wieder verlässt.
Im Oktober 2012 unterschrieb Davids einen Vertrag als neuer Spielertrainer des englischen Viertligisten FC Barnet. Der vom FC Barnet zur Saison 2012/13 neu verpflichtete Trainer Mark Robson blieb aber auch im Amt. Davids spielte selbst in der Mannschaft und trug das Trikot mit der Nummer 1.
Am 29. Dezember 2013 beendete Davids nach 35 Spielen und einem Tor für den FC Barnet seine aktive Laufbahn. Als Grund für seinen Rücktritt gab der inzwischen 40-jährige an, dass er sich als Zielscheibe der Schiedsrichter fühle, die die vielen Platzverweise (zweimal 2012/13, dreimal in acht Spielen 2013/14) seiner Meinung nach forciert hätten. Seine Aufgaben als Trainer führte er zunächst weiter aus und verließ den Verein im Januar 2014 endgültig.

### Nationalmannschaft
Mit der niederländischen Nationalmannschaft, in der er am 20. April 1994 debütierte, nahm er an der EURO 1996, der WM 1998, der EURO 2000 und der EURO 2004 teil. Bei der Europameisterschaft 2000 wurde Davids in die UEFA-Auswahl des Turniers gewählt. Im Oktober 2013 wurde zudem berichtet, dass Davids mittlerweile Bestandteil der Beachsoccer-Nationalmannschaft der Niederlande ist.

#### Kontroverse mit Hiddink
Bei der EM 1996 musste Davids das niederländische Quartier vorzeitig verlassen, da er dem damaligen Bondscoach Guus Hiddink vorwarf, die weißhäutigen Teammitglieder bevorzugt zu behandeln. In diesem Zusammenhang forderte Davids Hiddink öffentlich auf, „seinen Kopf aus dem Arsch einiger Spieler zu nehmen“.

#### Kontroverse mit van Basten
Für die WM 2006 wurde Davids von Bondscoach Marco van Basten nicht nominiert. Nach dem frühen Ausscheiden der Niederlande warf er noch während der WM van Basten öffentlich Versagen und Unfähigkeit beim Einschätzen von Spielerqualitäten vor.

## Trainerkarriere
Seine Trainerkarriere startete Davids im Jahr 2012 beim FC Barnet, wo er bis 2014 als Spielertrainer aktiv war. Nach einer mehrjährigen Pause heuerte er im August 2020 bei Telstar 1963 an, verließ den Verein aber bereits nach fünf Monaten wieder. Unmittelbar danach folgte eine Trainerstation beim portugiesischen Klub SC Olhanense, welche er im Juli 2021 wieder beendete. Im Mai 2022 wurde Davids als neuer Co-Trainer der niederländischen Nationalmannschaft unter Bondscoach Louis van Gaal präsentiert.

## Funktionär
Mitte Juni 2011 wurde Davids neben Paul Römer, Marjan Olfers und Steven ten Have sowie Johan Cruyff für den Aufsichtsrat von Ajax Amsterdam nominiert. Für die formale Bestätigung war die Generalversammlung der Anteilseigner im August 2011 verantwortlich. Parallel zu seiner Tätigkeit im Aufsichtsrat hospitierte Edgar Davids im Rahmen seiner Trainerausbildung zudem in der hauseigenen Nachwuchsakademie „De Toekomst“. Von dieser Aufgabe wurde er jedoch abberufen aufgrund seiner Beteiligung um die geplante Inthronisation Louis Van Gaals an Johan Cruyff vorbei: Davids und seine drei Mitstreiter hatten vier bis fünf intensive Gespräche mit Van Gaal geführt, der Generaldirektor werden sollte, und ihm dabei auch mündliche Zusagen gemacht; schriftlich wurde indes nichts fixiert. Der ausgebootete Aufsichtsrat Cruyff legte daraufhin rechtliche Schritte gegen die Entscheidung seiner Kollegen ein. Für sämtliche Trainer des Vereins erklärte zudem die sportliche Leitung um Frank de Boer, Dennis Bergkamp und Wim Jonk, dass sie hinter Johan Cruyff stünden. Später erhielten Edgar Davids und die anderen drei Morddrohungen an ihre Privatadressen und der Vorstand erklärte seinen Rücktritt. Im Zuge der Auseinandersetzungen wurde Johan Cruyff außerdem Rassismus unterstellt, was dieser abstritt und auch von Davids relativiert wurde. Im Februar 2012 teilte der Verein mit, dass die vier Aufsichtsräte Davids, Römer, Olfers und ten Have ihr Mandat niederlegen. Kurz zuvor war per Gerichtsbeschluss die Berufung Van Gaals untersagt worden.

## Wissenswertes
- Am 17. Mai 2001 wurde Davids von der FIFA suspendiert, weil er positiv auf Anabole Steroide getestet worden war.[29]
- Wegen einer Augenoperation musste er ab September 1999 auf dem Fußballplatz eine Schutzbrille tragen. Später war diese orange gefärbte Brille nicht mehr notwendig, er trug sie jedoch aus modischen Gründen weiter.
- Davids’ Cousin Lorenzo Davids war ebenfalls Fußballprofi.

## Erfolge
- UEFA-Pokal-Sieger mit Ajax Amsterdam: 1991/92
- Champions-League-Sieger mit Ajax Amsterdam: 1994/95
- Italienischer Meister mit Juventus Turin: 1997/98, 2001/02, 2002/03
- Niederländischer Meister mit Ajax Amsterdam: 1993/94, 1994/95, 1995/96
- KNVB-Pokal-Sieger mit Ajax Amsterdam: 1992/93, 2006/07
- UEFA-Super-Cup-Sieger mit Ajax Amsterdam: 1995
- Weltpokalsieger mit Ajax Amsterdam: 1995
- Johan-Cruyff-Schaal-Gewinner mit Ajax Amsterdam: 1993, 1994, 1995, 2007
- Italienischer Supercupsieger mit Juventus Turin: 2002, 2003
- Italienischer Pokalsieger mit Inter Mailand: 2004/05